# Pasang Dawa Lama
Pasang Dawa Lama (1912 – 15. září 1982 Darjiling, dnes Indie) byl nepálský horolezec, jeden z prvních himálajských tygrů, uznaných za regulérní členy výprav na osmitisícovky a prvním z těchto udatných šerpů, který byl zároveň knězem. Zmínku o něm nalezneme i v knize Himálajští tygři od Fritze Rudolpha.
Účastnil se řady expedic v Himálaji. Na Dhaulágirí vystoupil se dvěma expedicemi do 7800 m (1954 a 1959), na K2 roku 1939 s Fritzem Wiessnerem do 8380 m. Dvakrát vystoupil na Čo Oju (8201 m) – 1954 (prvovýstup) a 1958.